# الخط الزمني لجائحة كوفيد 19 في باكستان

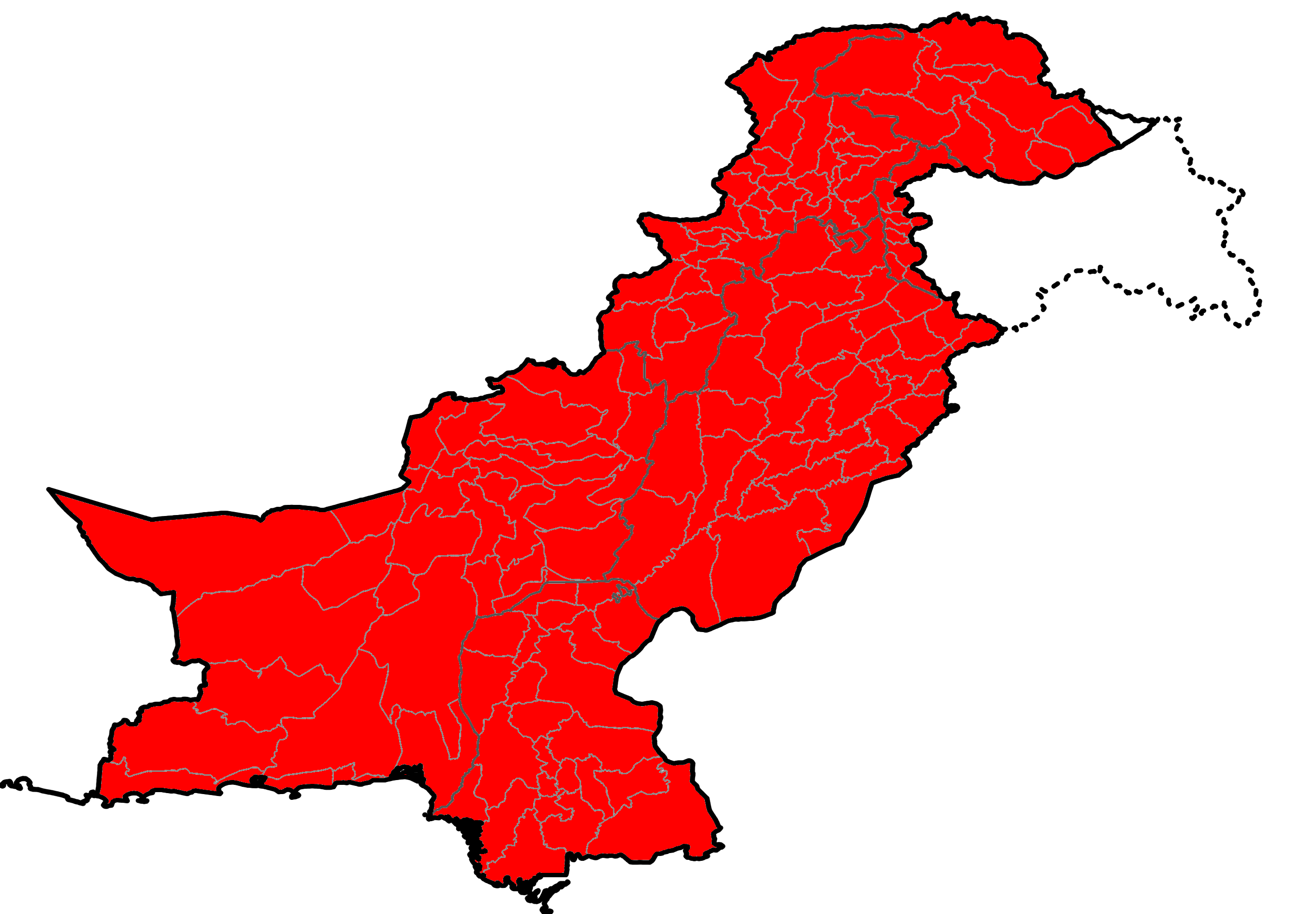
الحالات المؤكدة في كل حي في باكستان منذ يوم 17 يونيو 2020.
الحالات المؤكدة
الحالات المشتبه في إصابتها

## يناير2020

### 27 يناير
- بدأت مقاطعة بلوشستان، الأقل سكانًا لكن الأكبر في باكستان، في اتخاذ خطوات لمنع انتشار هذا الفيروس. شكّلت حكومة المقاطعة لجنة فنية من 14 عضوًا[1]

### 29 يناير
- في 29 يناير 2020، كانت نتائج أربعة طلاب باكستانيين يدرسون في الصين إيجابية لفيروس كوفيد-19.[2]

## فبراير 2020

### 12 فبراير
- ثبت شفاء الطلاب الأربعة في 12 فبراير 2020.[2]

### 14 فبراير
- تعافى طالبان باكستانيان آخران في 14 فبراير بعد دخولهما المستشفى في قوانغتشو.[3]

### 23 فبراير
- أغلقت باكستان حدودها أمام المسافرين من إيران حتى 7 مارس عند حدود تفتان، بعد الإبلاغ عن 43 حالة خلال جائحة فيروس كورونا في إيران.[4][5]

### 26 فبراير
- في 26 فبراير، صرّح ظفر ميرزا، المساعد الخاص لرئيس الوزراء المعني بالصحة، في تغريدة: «يمكنني تأكيد أوّل حالتين من حالات الإصابة بفيروس كورونا في باكستان. لقد اعتنينا بكلتا الحالتين وفقًا للبروتوكولات القياسية السريرية وكلاهما مستقر».[6][7]
- كان المريض الأول طالبًا في جامعة كراتشي، في كراتشي في إقليم السند. المريض الثاني من الأراضي الفيدرالية للبلاد.[8] كان كلا المريضين قد عادا مؤخرًا من إيران.[8][9]

### 29 فبراير
- عدد الحالات الإيجابية في باكستان يتضاعف إلى أربع حالات.[10][11]
- في غضون أقل من أسبوع من أول حالتين، أكدت باكستان ثلاث حالات أخرى، بما في ذلك حالة في العاصمة الباكستانية إسلام أباد وأيضًا في روالبندي، في البنجاب.[12][13][14]

## مارس 2020

### 2 مارس
- أبلغ عن الحالة الخامسة في 2 مارس 2020، من المنطقة الفيدرالية للبلاد، لامرأة تبلغ من العمر 45 عامًا من جيلجيت، بالتستان، والتي سافرت أيضًا من إيران.[15][16][17]
- وأغلقت باكستان حدودها أمام المسافرين من أفغانستان على حدود شامان، بسبب تفشي المرض في أفغانستان.[18][19]

### 4 مارس
- بعد التقارير المؤكدة عن مئات الحالات في الصين المجاورة، أدخلت هيئة الطيران المدني الباكستانية (CAA) كخطوة أمنية إجراءات فحص في أربعة مطارات رئيسية: إسلام أباد وكراتشي ولاهور وبيشاور.[20]

### 6 مارس
- أعلن مرتضى وهّاب أن أول مريض في كراتشي قد تعافى تمامًا وخرج لاحقًا من المستشفى بعد اختباره سلبيًا.[21][22]

### 7 مارس
- أعادت باكستان فتح حدودها للمسافرين من إيران عند حدود تفتان، بعد 14 يومًا من الإغلاق.

### 8 مارس
- أكدت باكستان حالتها السابعة من كوفيد-19، أيضًا في كراتشي.[23]

### 9 مارس
- في اليوم التالي، أبلغت باكستان عن تسع حالات جديدة في كراتشي، مما يعني أن هناك ما مجموعه 16 حالة إصابة بكوفيد-19، أكبر عدد من الحالات في السند، 13 حالة.[24]
- وسافر خمسة من المرضى الجدد إلى سوريا وعاد آخرون من لندن.
- كما مددت باكستان إغلاق حدودها مع أفغانستان عند حدود شامان لمدة أسبوع آخر على الأقل.

### 10 مارس
- تم تأكيد ثلاث حالات جديدة في 10 مارس، بما في ذلك حالة في حيدر أباد والحالة الأولى في كويتا، بلوشستان.[25][26]
- فرضت حكومة السند حظرا مؤقتا على قاعات الزواج والمروج والمآدب وفنادق بيالا وأكشاك الشاي التي تعمل بعد الساعة 23:15.[27]

### 11 مارس
- أُبلغ عن 76 حالة مشتبه بها في عدة مناطق من مقاطعة البنجاب، بما في ذلك لاهور، وجوجرانوالا، وسارجودا، وحافظ أباد، ولودران.[28]
- في ذلك اليوم أيضًا أكّدت حالة إصابة ثانية في جيلجيت بالتستان في سكاردو. المريض يبلغ من العمر 14 عامًا.[29]
- أعلنت القنصلية الباكستانية في ميلانو عن أول حالة وفاة لباكستاني بسبب كوفيد-19 في بريشيا بإيطاليا.[30]

### 12 مارس
- عُثر على حالة ثالثة في جيلجيت بالتستان، وهو من سكان حي شيغار يبلغ من العمر 31 عامًا، وله تاريخ سفر في إيران. وقال المتحدث إن المريض يخضع للعلاج في مستشفى سكاردو.[31] وفي نفس اليوم، أبلغ مرتضى وهاب أن المريض الثاني بالفيروس قد تعافى تمامًا.[32]
- أُبلغ في وقت لاحق عن حالة إيجابية لمواطن باكستاني على حدود تورخام، في 12 مارس. أفيد أنه كان موظفًا بالسفارة الباكستانية من كابول.[33][34]
- أعلنت حكومة السند أيضًا أن مباريات PSL المتبقية في الملعب الوطني، في كراتشي ستقام خلف أبواب مغلقة، في 12 مارس.[35]

### 13 مارس
- أبلغت وزارة الصحة في السند عن حالة إيجابية لمريضة تبلغ من العمر 52 عامًا، مما يمثل أول حالة انتقال محلي للمرض، إذ كان المريض قد سافر من إسلام أباد.[36][37]
- 24 من 27 حالة مشتبه بها في خيبر بختونكوا تم تطهيرها أيضًا في ذلك اليوم.[38]
- بدءًا من 13 مارس، أوقفت باكستان جميع الرحلات الجوية الدولية، باستثناء تلك التي في مطارات إسلام أباد وكراتشي ولاهور.[39]
- ونصح الرئيس الدكتور عارف علوي في تغريدة خاصة الجمهور بتجنب المشاركة في التجمعات الجماهيرية والمصافحة أو العناق بالإضافة إلى اتخاذ إجراءات احترازية أخرى في حال ملاحظة أعراض الإصابة بالأنفلونزا أو فيروس كورونا.[40][41]
- تقرر في اجتماع مجلس الأمن القومي مع رئيس الوزراء عمران خان إغلاق جميع المدارس والجامعات حتى 5 أبريل.[42]
- أعلن رئيس وزراء السند، سيد مراد علي شاه، إغلاق جميع المؤسسات التعليمية في السند حتى 30 مارس، والتي تمدّدت لاحقًا حتى 30 مايو.[43][44]
- وأعلنت حكومة خيبر باختونخوا إغلاق جميع المؤسسات التعليمية حتى 31 مارس وأجلت جميع المهرجانات والفعاليات حتى إشعار آخر كإجراء وقائي، على الرغم من عدم الإبلاغ عن أي حالة مؤكدة حتى الآن في خيبر بختونخوا.[45]
- أعلنت حكومة جيلجيت بالتستان حالة الطوارئ الطبية في المقاطعة بعد الإبلاغ عن المزيد من حالات الإصابة بفيروس كورونا. أُغلقت المعاهد التعليمية مرة أخرى حتى 31 مارس كإجراء وقائي.[46]
- أعلنت حكومة مقاطعة السند في 13 مارس أن المباريات المتبقية من الدوري الباكستاني الممتاز 2020 (PSL)، المقرر عقدها في كراتشي، ستُلعب خلف أبواب مغلقة.[47]
  - وبالمثل، عرض مجلس الكريكيت الباكستاني (PCB) على اللاعبين الدوليين المشاركين في PSL المغادرة إلى بلدانهم الأصلية (إذا رغبوا في ذلك)، بينما يستمر PSL وفقًا للجدول الزمني.[48] اختار 10 لاعبين دوليين وعضو فريق دولي واحد مغادرة البطولة.[49]
  - تأجلت المباراة النهائية في لاهور إلى 18 مارس بدلًا من 22 مارس.[50]
- وأعلن أن باكستان ستغلق حدودها البرية تمامًا مع أفغانستان وحدودها البرية مع إيران اعتبارًا من 16 مارس ولمدة أسبوعين على الأقل. وستغلق أيضًا جميع الحدود البرية، بما في ذلك الحدود الصينية الباكستانية مع الصين اعتبارًا من 16 مارس.[51]
- وارتفع العدد الإجمالي للحالات إلى 28 منها سبع حالات جديدة في تفتان.[52]

### 14 مارس
- أُلغي موكب يوم باكستان، المقرر عقده في 23 مارس.[53]
- ارتفع عدد الحالات إلى 31 حالة. وكانت نتائج ثلاثة مرضى إيجابية في كراتشي.[54]
- في 14 مارس، أعلنت حكومة آزاد كشمير المحلية حالة الطوارئ الصحية بعد اجتماع لمجلس الأمن القومي. وأعلنت إغلاق المؤسسات التعليمية حتى 6 أبريل وتأجيل امتحانات الثانوية. وذكر رئيس وزراء رجاء فاروق حيدر أنه ثُبّتت آليات الفرز في جميع نقاط الدخول الـ 11.[55]

### 15 مارس
- بلغ إجمالي عدد المرضى 76 مريضًا في السند. من بين هؤلاء المرضى، تعافى 2 وبقي 74 آخرون في العزل.
- كانت نتائج 50 شخصًا وصلوا من حدود تفتان إيجابية لفيروس كوفيد-19.
- أعلن عن خمس حالات في كراتشي، بما في ذلك انتقال محلي ثانٍ لفيروس كورونا في السند، في حين كان للحالات الثلاث الأخرى تاريخ سفر للمملكة العربية السعودية وحالة واحدة لها تاريخ سفر محلي في بلوشستان. وكانت هناك حالة واحدة جديدة في إقليم العاصمة إسلام أباد.[56]
- أكد وزير الصحة في لاهور، محمد عثمان، اكتشاف أول حالة إصابة بفيروس كورونا في لاهور، في البنجاب.
- عادت نتائج 13 اختبارًا من سكور إيجابية لفيروس كوفيد-19 من بين الحجاج العائدين من حدود تفتان ووضعوا في الحجر الصحي بعد الاشتباه في حالاتهم.
- وبلغ إجمالي الحالات في باكستان 53 حالة، ووكان هو اليوم الذي سُجّل فيه أكبر عدد من الحالات.[57][58]

### 16 مارس
- أُكّد وجود 83 حالة إصابة جديدة بالفيروس مما رفع الحصيلة إلى 136 حالة.[59]
  - من بين هذه الحالات الجديدة، أُكّد وجود 15 حالة جديدة في ديرا إسماعيل خان، حيث عادوا من تفتان ووُضعوا في الحجر الصحي في دارازيندا، ديرا إسماعيل خان.[60]

### 17 مارس
- أُكّد ما مجموعه 119 حالة إيجابية في سكور في 17 مارس.[61]
- أُعلن عن 52 حالة جديدة. ارتفع العدد الإجمالي للحالات في باكستان إلى 237.[62]
- أُجّلت مباراتي خروج كونكوت (كل من نصف النهائي والنهائي) من الدوري الباكستاني الممتاز (PSL) إلى أجل غير مسمى بسبب الارتفاع المفاجئ في حالات الإصابة بفيروس كورونا في باكستان.[63][64]
- دعا الكاردينال جوزيف كوتس من الكنيسة الكاثوليكية المؤمنين إلى اتباع الإجراءات المناسبة لمنع انتشار الفيروس التاجي وشجع التضامن بين الأديان في ظل الوباء:[65]

وأدعو إخوتي المسيحيين الذين يرغبون في القدوم إلى الكنائس يومَي الجمعة والأحد لتجنب التجمعات الكبيرة. في النهاية يجازيك الله على نواياك. إذا لم نتمكن من الذهاب إلى كنيسة أو المسجد أو المعبد، فيمكننا الصلاة أو العبادة في المنزل مع عائلاتنا، سيسمعنا الله. يجب على جميع الأديان أن تصلي إلى الله ليخلصنا من هذا الوباء. 

### 18 مارس
- أُكّد ما مجموعه 302 حالة إيجابية في باكستان في 18 مارس.[66][67]
  - أبلغت آزاد كشمير عن أول حالة لها.[68]
  - شهدت مقاطعات السند وجلجيت بالتستان زيادة في الحالات بنسبة 36 و10 على التوالي.
- خُرّج مريض من حيدر أباد من المستشفى بعد شفائه في مقاطعة السند، مما جعل العدد الإجمالي للحالات المتعافية 5 حالات.
- أُكّدت أول حالَتي وفاة بسبب الفيروس في البلاد. أُبلغ عن كلاهما من ولاية خيبر بختونخوا، الأول هو رجل يبلغ من العمر 50 عامًا كان قد انتقل مؤخرًا من المملكة العربية السعودية إلى منطقة ماردان بعد أداء العمرة في مكة، بينما كان الضحية الثانية يبلغ من العمر 36 عامًا من منطقة هانغو. أُدخل كلاهما إلى المستشفى في بيشاور.[69]

### 19 مارس
- تضاعفت الحالات بأكثر من النصف من 33 إلى 80 في البنجاب، ومن 23 إلى 81 في بلوشستان في 19 مارس.
  - أدى ارتفاع عدد الحالات إلى إعلان حكومة مقاطعة بلوشستان حالة الطوارئ الصحية وفرض حظر على وسائل النقل العام. وصرح المتحدث باسم حكومة الإقليم لياقت الشهواني أنه سيقدّم حزمة إغاثة لموظفي شركات النقل.
- مع إجمالي 159 حالة جديدة، قفز عدد الحالات المؤكدة إلى 461.[70]

### 20 مارس
- في 20 مارس، أُبلغ عن أول حالة وفاة في السند.
  - كان المريض يبلغ من العمر 77 عامًا وأصيب بالفيروس من خلال انتقال محلي. كان المريض ناجٍ من مرض السرطان ولديه مشاكل طبية أخرى مثل ارتفاع ضغط الدم والسكري.[71]
- بينما في المقاطعات الأخرى، كانت الزيادة في عدد الحالات الجديدة أقل مقارنة بالأيام القليلة الماضية عند 34 حالة وبلغ العدد الإجمالي 495.
- في 20 مارس، أعلنت وزارة الصحة الفلسطينية عن حالة جديدة في محافظة سلفيت، فلسطين، نشأت من باكستان.[72][73]

### 21 مارس
- في 21 مارس، عُلّقت جميع الرحلات الجوية الدولية لمدة أسبوعين. صرحت هيئة الطيران المدني بأن حكومة باكستان تعلق تشغيل جميع رحلات الركاب الدولية، المؤجرة والخاصة إلى باكستان، اعتبارًا من 21 مارس حتى 4 أبريل.[74][75]
- بدأ الفحص للمسافرين المحليين في مطار كراتشي جناح في 21 مارس.[76]
- أعلنت حكومة السند إغلاقًا في المقاطعة لمدة 14 يومًا اعتبارًا من 23 مارس، وأمرت بإغلاق جميع وسائل النقل العام والأسواق والمكاتب ومراكز التسوق والمطاعم والمناطق العامة.[77][78]
- في 21 مارس، أكدت مصادر فلسطينية أول حالتين في مدينة غزة. وكان الفلسطينيان قد سافرا من باكستان ودخلوا غزة عبر مصر. بمجرد أن ثبتت إصابتهم بالفيروس، وُضعوا في الحجر الصحي في رفح منذ وصولهم في 19 مارس.[79][80][81]
- في 21 مارس، عُلّقت جميع عمليات النقل بين المقاطعات في آزاد كشمير لمدة ثلاثة أيام. لم يُسمح لأي مركبات نقل عام بالدخول إلى المحافظة أو مغادرتها. وحذر من أن المخالفين سيعاقبون بموجب قانون الأمراض الوبائية.[82]
- في 21 مارس، فرضت إدارة مدينة إسلام أباد القسم 144 على المنطقة لمدة 15 يومًا.
  - صدرت أوامر بإغلاق جميع المطاعم ومراكز التسوق وقد يواجه المخالفون عواقب قانونية.[83]

### 22 مارس
- في 22 مارس، أُعلن عن الوفاة الثالثة في خيبر بختونخوا. وأُعلن عن أول حالة وفاة في جيلجيت بالتستان وبلوشستان في ذلك اليوم، مما يعني أن عدد الوفيات ارتفع إلى 6.[84][85]
  - وكانت هناك وفاة لطبيبة في مستشفى DHQ في جيلجيت.[86]
- ارتفع عدد الحالات إلى 784 مع 138 حالة جديدة.
- في 22 مارس أُغلقت جيلجيت بالتستان إلى أجل غير مسمى.[87]
  - علقت حكومة المقاطعة خدمات النقل بين المدن. وكُلّفت القوات شبه العسكرية بضمان الإغلاق.[88]
- وُضع 13 حاجًا جديدًا من تفتان عبر ديرا غازي خان في الحجر الصحي في ميربور.
- تبرعت شركة ديسكون بـ 10000 مطهر لليدين إلى المستشفيات في البنجاب، بينما في بلوشستان، وُضع 26 سائقًا لنقل حالات كوفيد-19 الإيجابية إلى المستشفيات في الحجر الصحي.[89]
- قدمت الحكومة الفيدرالية مساعدة مالية إلى السند من خلال تخصيص المقاطعة 10 ملايين دولار من الأموال غير الإنمائية للبنك الدولي. وذكر عمران إسماعيل، والي السند، أن الحكومة الفيدرالية تتخذ إجراءات صارمة للسيطرة على تفشي المرض، وأنه ستوفّر الحصص لأسر المرضى.[90]
- وفي اليوم ذاته، أثار وزير الخارجية شاه محمود قريشي قضية الديون الخارجية التي تواجهها البلاد وكيف ينبغي إعفائها من سداد القروض عبر الهاتف مع وزير الخارجية الألماني هيكو ماس. وذكر كذلك أنه يجب رفع العقوبات عن إيران على الفور حتى تتمكن من استخدام مواردها الخاصة لمكافحة تفشي المرض المستمر هناك.[91]
- حُظرت جميع وسائل النقل العام بين المناطق في خيبر باختونخوا لمدة سبعة أيام في 22 مارس.[92]
- في 22 مارس، حثّ رئيس الوزراء عمران خان الرئيس الأمريكي دونالد ترامب على رفع العقوبات مؤقتًا عن إيران. صرح على تويتر بأنه يريد مناشدة الرئيس ترامب لأسباب إنسانية لرفع العقوبات عن إيران حتى انتهاء جائحة كوفيد-19.[93]
- في 22 مارس، سافر مريض في زامبيا إلى باكستان وأصيب بكوفيد-19.[94]
- أثار وزير الخارجية شاه محمود قريشي مع وزير الخارجية الألماني هيكو ماس قضية الديون الخارجية التي تواجهها البلاد وكيف ينبغي إعفائها من سداد القروض.
  - وبحسب ما ورد أخبر قريشي ماس أنه يلزم بذل جهود موحدة للتعامل مع الوباء وأن الإعفاء من الديون يمكن أن يساعد باكستان في التعامل بشكل أفضل مع تفشي المرض في البلاد. وذكر كذلك أنه يجب رفع العقوبات عن إيران على الفور حتى تتمكن من استخدام مواردها الخاصة لمكافحة تفشي المرض المستمر هناك. ردًا على ذلك، أكد له ماس أن القضايا ستُثار في اجتماع مجموعة الدول السبع المرتقب ومؤتمر وزراء خارجية الاتحاد الأوروبي الأسبوع المقبل.[95]
    - وردد الحاجة إلى رفع العقوبات عن إيران على المكالمات الهاتفية مع وزير الخارجية الفرنسي جان إيف لودريان ووزيرة الخارجية الإسبانية أرانشا غونزاليس في 24 مارس.[96][97]
- سافر مريض في زامبيا إلى باكستان وأصيب بكوفيد-19.[98]

### 23 مارس
- في 23 مارس، اشتكى العديد من الأطباء في جميع أنحاء البلاد من عدم وجود المعدات المناسبة لمكافحة الفيروس. وقال متحدث باسم نقابة الأطباء في خيبر بختونخوا بأنه ليس لديهم معدات الوقاية الشخصية، أو النظارات الواقية، وحتى أقنعة الوجه يشترونها من أموالنا.[99]
- واتخذت وزارة الخارجية ترتيبات في اليوم لجلب 72 باكستانيًا تقطعت بهم السبل في مطار الدوحة الدولي في الدوحة بقطر عنما قررت منع المسافرين مؤقتًا من باكستان ومن 14 دولة أخرى في أوائل الشهر. خضع الركاب لفحص صارم عند وصولهم.[100]
  - رُتّبت رحلة أخرى لجلب 150 مواطنًا إلى الإمارات عالقين في دبي ومطار أبو ظبي الدولي.[101]
- ثبتت إصابة وزير التعليم في إقليم السند سعيد غني بالفيروس وعزل نفسه ذاتيًا لمدة 14 يومًا في ذلك اليوم.[102]
- ًاغلق مجلس الاتحاد المحلي في منطقة بهارا كاهو بعد ظهور 11 حالة مشتبه بها من هناك في 23 مارس.[103]
- في 23 مارس، أعلن رئيس الوزراء إغلاق المنطقة لمدة 3 أسابيع.
  - قُيّدت الحركة وأٌصدرت تصاريح خاصة للصحفيين والأشخاص الذين يُضطرون للسفر، بينما سُمح لشخص واحد فقط من كل عائلة بالخروج للحصول على الضروريات الغذائية.[104]

### 24 مارس
- اعتقلت الشرطة المحلية 472 شخصًا في مناطق مختلفة من المقاطعة في ذلك اليوم، 222 منهم في كراتشي وحدها، وتعلقت القضايا باختزان ورفع أسعار الأقنعة، ومعقمات الأيدي إضافة إلى التجمعات الكبيرة وفتح المحلات والمطاعم والسفر في حافلات الركاب.[105]
- في 24 مارس، أُغلق إقليمي آزاد كشمير والسند حتى 7 أبريل.
- أغلقت البنجاب أيضًا في 24 مارس، ولكن حتى 6 أبريل فقط.[106]
- في السند اعتقلت الشرطة المحلية 472 شخصًا في مناطق مختلفة من المقاطعة في نفس يوم تقرير الإغلاق، من بينهم 222 في كراتشي وحدها وما مجموعه 72 شكوى مسجلة في 24 مارس. وتعلقت القضايا باختزان ورفع أسعار الأقنعة ومعقمات الأيدي إضافة إلى التجمعات الكبيرة وفتح المحلات والمطاعم والسفر في حافلات الركاب.[107] سمحت حكومة مقاطعة السند لـ 640 حاجًا خاضعين للحجر الصحي في سوكور بالعودة إلى ديارهم بعد أن ثبت عدم إصابتهم بالفيروس. وأصدر الوزير الأول توجيهات للنواب المفوضين المعنيين باستقبال الحجاج لدى عودتهم ومراقبة أحوالهم الصحية خلال الأيام العشرة القادمة.[108]
- وافق مجلس الكريكت الباكستاني، بناءً على طلب من حكومة السند، على تحويل مركز حنيف محمد عالي الأداء إلى منطقة معيشة مؤقتة للموظفين المساعدين العاملين في المستشفى المؤقت في مركز إكسبو، كراتشي في 24 مارس.[109]
- في 24 مارس، قررت محكمة بيشاور العليا إغلاق جميع المحاكم في المقاطعة حتى 28 مارس. ولم يُسمح إلا للموظفين الأساسيين بالحضور إلى المحاكم مع وجود مسؤول واحد فقط في المكتب.[110]
- لوحظت انتهاكات متعددة للإغلاق في السند في عدة أماكن عبر المحافظة مثل التجمعات على الشاطئ، وخروج السكان، وبقيت الأسواق الرئيسية ومراكز التسوق والبازارات والمطاعم مفتوحة.
- في 24 مارس، وافق رئيس الوزراء على حزمة إغاثة اقتصادية بقيمة 1.2 تريليون روبية. خُصّص من هذا المبلغ ما مجموعه 150 مليار روبية للفئات ذات الدخل المنخفض، وخاصة العمال، بينما خُصّص 280 مليار روبية (1.76 مليار دولار) لشراء القمح. أُجّلت مدفوعات فوائد القروض للمصدرين مؤقتًا، في حين فُدّمت حزمة بقيمة 100 مليار روبية (63 مليون دولار) لدعم الصناعات الصغيرة وقطاع الزراعة. كان هناك أيضًا خصم كبير في أسعار البترول وفواتير الكهرباء والغاز.[111][112]
- وبموجب الحزمة، ازداد الراتب الشهري من 2000 روبية إلى 3000 روبية. تقرر توزيع أموال برنامج «إحساس» الحكومي على الفقراء وفقًا للبيانات المتاحة من برنامج دعم الراتب BISP ومن خلال السجل الاجتماعي الاقتصادي الوطني (NSER). بلغ العدد الإجمالي للمستفيدين من البرنامج إلى 5.2 مليون.[113]
  - تضمنت حزمة الإغاثة أيضًا حزمة خاصة لأخصائيي الرعاية الصحية. وبموجب ذلك، إذا مات طبيب أو مسعف أثناء علاج مرضى فيروس كورونا، فسيُعتبرون شهداء وستحصل عائلاتهم على الطرود التي تُسلم للشهداء.[114]
- في 24 مارس، فرضت حكومة بلوشستان إغلاقًا تامًا في الإقليم بأكمله حتى 7 أبريل.
  - وشمل الحظر الكامل على الخروج العام من البيت، وجميع أنواع التجمعات الاجتماعية والدينية أو أي مناسبة عامة أو خاصة. أمرت بإغلاق جميع المكاتب العامة والخاصة. تضمنت الاستثناءات الخدمات الأساسية مثل موظفي المستشفيات والمختبرات والمخازن الطبية ووكالات إنفاذ القانون والأشخاص الذين يحتاجون إلى رعاية طبية عاجلة مع مرافق واحد، ويخرج شخص واحد من كل أسرة لشراء البقالة والأدوية بالقرب من مكان إقامتهم.
  - سُمح لشخص واحد فقط بالسفر في مركبة خصوصية. وسُمح للإعلاميين المرخص لهم من قبل دور الإعلام المعنية والباعة المتجولين في الصحف بالتنقل بحرية أيضًا. مُنح الإذن بالعمل لشركات الاتصالات العامة والخاصة، والموظفين الأساسيين في البنوك ذات التعامل العام المحدود، والصناعات التحويلية المتعلقة بالدفاع، وصناعات تصنيع المواد الغذائية ومكاتب التوزيع، ومحلات البقالة، ومضخات البنزين، وورش السيارات، ومنظمات الرعاية الاجتماعية التي تقدم الخدمات. على غرار جيلجيت بالتستان وإسلاماد، طُبّقت المادة 144 أيضًا.[115]
  - فُرضت حالة الطوارئ في خمس مقاطعات على الحدود مع إيران في 24 مارس.[116]

### 25 مارس
- في 25 مارس، فُرضت عدة قيود في العاصمة إسلام أباد. وشمل ذلك إغلاق أقسام المرضى الخارجيين في المستشفيات، والحظر الكامل على وسائل النقل العام داخل المدينة وبين المناطق وبين المقاطعات، فضلًا عن التجمعات في الأماكن العامة والخاصة.
- أُعلن عن ثلاث حالات شفاء جديدة بالإضافة إلى الوفاة الثامنة في البلاد. ارتفع عدد الحالات الإيجابية إلى 1057.[117]
- نتيجة لانتهاكات الإغلاق في السند، عُقد اجتماع لفريق العمل بقيادة الوزير الأول في 25 مارس لاتخاذ تدابير أكثر صرامة لضمان التزام جميع السكان بأوامر الحكومة. تقرر أن تظل جميع محلات البقالة والمحلات التجارية باستثناء الصيدليات والمخازن الطبية مغلقة بين الساعة 8 مساءً و8 صباحًا.
  - كُلّف المفتش العام لشرطة السند، جاويد أحمد ماهر باتخاذ الإجراءات المطلوبة فيما يتعلق بالإغلاق والتأكد من عدم السماح للأشخاص بالتجول بحرية في المدينة دون داع. بالإضافة إلى ذلك، أمر كبير السكرتير ومفوض كراتشي بضمان بقاء المصانع الكبرى مغلقة أثناء الإغلاق وتوجيه البنوك للإبقاء على عمل الفروع المهمة فقط.[118]
- في 25 مارس، أغلقت الحكومة الوطنية أقسام العيادات الخارجية في المستشفيات في منطقة العاصمة لوقف انتشار الفيروس، وبقيت فقط خدمات الطوارئ اختيارية.
  - أصدر نائب مفوض العاصمة، حمزة شفقت، إخطارًا أعلن فيه «فرض حظر كامل على تنقل الأشخاص داخل المدينة وبين المناطق وبين المحافظات بواسطة وسائل النقل العام».
    - بقيت خدمة حافلات المترو ولكن على مسافة مقعد واحد بين الركاب.

  - علاوة على ذلك، حُظرت التجمعات بجميع أنواعها في الأماكن العامة والخاصة ولم يُسمح لأحد بالخروج من المجالس النقابية الخاصة بهم.[116]
- ورتبت الحكومة المحلية في السند لإطلاق خدمة الهاتف المحمول في جميع أنحاء المحافظة لتقديم حصص إعاشة للمحتاجين إلى جانب مساعدات يومية للمتضررين من الوباء. خُصّص رقم للخدمة ويمكن للمحتاجين إرسال الرسائل النصية إليه.
  - علاوة على ذلك، أُنشئ مستودع لتخزين الأكياس التموينية وخط مساعدة لتسجيل الأشخاص للحصول على الحقائب. وأمر مجلس الوزراء بصرف عن 341 مليون روبية لتنفيذ الأعمال الإدارية في ظل إدارات المناطق والإنفاق على التسهيلات المقدمة للحجاج.[119]
- في 25 مارس، بدأ مسؤولو إدارة الصحة بالمقاطعة في رسم خرائط لحالة فيروس كورونا وفقًا لتوجيهات رئيس الوزراء. وكلفهم كذلك بمشاركة البيانات مع نواب المفوضين حتى يمكن اتخاذ التدابير اللازمة لاحتواء تفشي المرض في مناطقهم.
  - وصدرت أوامر لتحسين ترتيبات أخذ العينات، إذ خُصّصت 18 مركبة من مستشفى إندوس لجمع العينات من المنازل.
  - أطلع مسؤولو الصحة رئيس الوزراء على آلة جديدة صنعت في معهد ووهان لعلم الفيروسات في الصين، يمكنها اختبار إفرازات من الأنف بدلًا من اختبار إفراز الحلق بحسب ما يُجرى حاليًا. في هذا الوقت، وجه مجلس الوزراء السكرتير العام الإقليمي للتشاور مع الخبراء الطبيين بشأن ما إذا كان شراء الجهاز ممكنًا ومفيدًا لتقديم طلب لشراء 100 آلة. وذكر رئيس الوزراء كذلك أنه سيطلب من الحكومة الفيدرالية طائرة خاصة لنقل الآلات إذا قررت الحكومة شراءها.

### 26 مارس
- في 26 مارس، كانت اختبارات 140 حالة جديدة إيجابية في جميع أنحاء باكستان. أُبلغ عن وفاة واحدة جديدة في البنجاب، مما يعني أن عدد الوفيات ارتفع إلى 9. وبلغ العدد الإجمالي للحالات 1197. وفي الوقت نفسه، ارتفع عدد حالات الشفاء بمقدار 2.[120]
- تلقت مقاطعة السند 500000 قناع N95 من الصين.[120]

### 27 مارس
- في 27 مارس، أبلغت باكستان عن رقم قياسي للحالات الجديدة المكتشفة في يوم واحد مع 211.
- وتفوقت البنجاب على إقليم السند باعتباره المقاطعة التي تحوي أكبر عدد من الحالات عند 490 حالة، بينما أُبلغ عن حالتي وفاة هناك.[121]
- وزّع المعهد الوطني للصحة (NIH) أقنعة N95 في جميع أنحاء السند، بينما في خيبر باختونخوا، أُرسلت فرق الفحص إلى جميع نقاط الدخول والخروج في المنطقة لفحص زوار مرضى كوفيد-19.
- في جيلجيت بالتستان، قررت الحكومة المحلية أن جميع المسافرين القادمين من حدود تافتان سيخضعون لاختبار كوفيد-19.
- في 27 مارس، سلمت الحكومة الصينية معدات طبية و10 أطنان من البضائع الأخرى إلى حكومة جيلجيت بالتستان لمساعدتها في مكافحة جائحة كوفيد-19.
  - تضمنت المعدات خمسة أجهزة تهوية، و2000 قناع N95، و200000 قناع وجه، و2000 مجموعة اختبار ومجموعات حماية طبية.[122]
- بلغ العدد الإجمالي للحالات الإيجابية في البلاد 1408 حالة، وبشفاء 3 مرضى، يجعل إجمالي الحالات المتعافية 26 حالة وبموت مريضَين، يرتفع إجمالي عدد الوفيات إلى 11.[123]
- أُرسلت فرق الفحص إلى جميع نقاط الدخول والخروج في المنطقة لفحص زوار مرضى كزفيد-19 في خيبر باختونخوا.[123]
- وكأمر ميّز الباكستان، قُدّم للأطباء والعاملين الطبيين الذين يقاتلون على الخطوط الأمامية لتفشي جائحة كوفيد-19 العالمية في جميع أنحاء البلاد في سكور حرس شرف في كويتا، وديرا إسلام خان. كُرّم الطاقم الطبي في مستشفى مايو في لاهور من قبل شرطة لاهور لجهودهم في مساعدة باكستان على مكافحة جائحة فيروس كورونا.[124][125][126][127]
- أثناء مراقبة المسافات الاجتماعية (الحجر الصحي المنزلي)، رفع مواطنو باكستان جنبًا إلى جنب مع المشاهير الأعلام البيضاء في 27 مارس عبر باكستان من شرفاتهم، وأسطح المنازل تعبيرًا عن حبهم للأطباء والمسعفين الذين يكافحون دون خوف من وباء فيروس كوفيد-19.[128]
- أعلن رئيس الوزراء عن تشكيل قوة شابة تحمل اسم «نمور إغاثة كورونا» لمساعدة الحكومة في مكافحة انتشار فيروس كورونا في جميع أنحاء البلاد في 27 مارس. توزعت القوة في جميع أنحاء البلاد وسيكون عملها تزويد المواد الغذائية للأشخاص في منازلهم في حالة ارتفاع حالات الإصابة بكوفيد-19 بشكل حاد في منطقة ما. بدأ التعيين في هذه القوة منذ 31 مارس.[129]
- في 27 مارس، مُدّدت العطلات الرسمية حتى 5 أبريل في المقاطعة بينما كانت الأسواق ومراكز التسوق مغلقة حتى 10 أبريل.
  - صرح أجمال وزير، مستشار مجلس الوزراء، أن الحكومة قررت الإعفاء الضريبي لتسهيل مجتمع الأعمال وحماية الوظائف بمبلغ 17.5 مليار روبية مخصصة لشراء القمح.
  - ووافق على مبلغ 8 مليارات روبية لمستشفيات المقاطعات لتمكينها من الإمدادات العاجلة.[130]

### 28 مارس
- في 28 مارس، أرسلت المؤسسة التي أنشأها الملياردير الصيني جاك ما ومجموعة علي بابا طائرة ثانية تحمل إمدادات طبية متنوعة إلى باكستان. استُلمت الطائرة في كراتشي مع ما لا يقل عن 50000 مجموعة اختبار وعدد كبير من أقنعة الوجه وأجهزة التهوية ومعدات الحماية الشخصية (PPE).[131]
- في اليوم نفسه، سمحت باكستان للخطوط الجوية التايلاندية باستئناف رحلاتها الجوية إلى إسلام أباد لإعادة 175 باكستانيًا تقطعت بهم السبل في بانكوك في تايلاند.[132]
- لمساعدة المهنيين الطبيين، عرض صاحب معامل نسج من لاهور تصنيع معدات الوقاية الشخصية طواعية وبدون تكلفة.[133]
- كمزيد من الإغلاق، فرضت حكومة السند قيودًا على الحركة بين الساعة 8 صباحًا و5 مساءً، بينما صدرت أوامر بإغلاق جميع متاجر البقالة بحلول الساعة 5 مساءً.[134]
- في غضون ذلك، أعلنت حكومة البنجاب عن حزمة إغاثة بقيمة 10 مليارات روبية للدعم المالي لـ 2.5 مليون أسرة من العاملين بأجر يومي.[135]
  - إذ يحق لكل أسرة الحصول على مساعدة مالية قدرها 4000 روبية باستثناء المستفيدين من برنامج بنازير لدعم الدخل (BISP).[136] وقررت الحكومة إلغاء الضرائب الإقليمية لتصل قيمتها إلى 18 مليار روبية. وقال رئيس الوزراء إن حكومة البنجاب قررت استخدام سلطاتها الخاصة لمنح تخفيض لـ 90 يومًا للسجناء في السجون في جميع أنحاء المقاطعة والتي ستفيد حوالي 3100 سجين.
  - علاوة على ذلك، طُبّق قانون البنجاب للوقاية من الأمراض المعدية ومكافحتها لعام 2020 من أجل السماح للإدارة المدنية وإدارة الصحة بتنفيذ التدابير الحكومية بسهولة تامة وتحت غطاء القانون. وأُعلن أن الحكومة ستقدم راتب شهر إضافي لجميع العاملين في مجال الرعاية الصحية في البنجاب.[137]
  - قال وزير المالية البنجاب هاشم جوان بخت إن الحزمة الاقتصادية ستساعد أيضًا القطاع الصحي وهيئة إدارة الكوارث الإقليمية (PDMA) على التعامل مع الأزمة بتمويل فوري قدره 11.5 مليار روبية.
  - وفي الاجتماع أيضًا، صرح مجلس الوزراء أن المختبرات في جميع أنحاء المقاطعة ستختبر 3200 شخصًا يوميًا للكشف عن فيروس كورونا وتم تجنيد 10000 طبيب ومسعف لمكافحة الوباء.
- في 28 مارس، توفي لاعب السكواش الباكستاني عزام خان بسبب إصابته بفيروس كوفيد-19 في لندن، المملكة المتحدة، عن عمر يناهز 95 عامًا.[138]

### 29 مارس
- أبلغت البلاد عن 118 حالة إضافية في 29 مارس، ليصل العدد الإجمالي إلى 1526.
  - أُبلغ عن وفاة واحدة في كل من إقليمي السند وخيبر باختونخوا، مما رفع العدد الإجمالي للقتلى إلى 13.
- قام خيبر بختونخوا بوضع ونشر مبادئ توجيهية لوقف الحجر الصحي.[126]
- في ذلك اليوم أيضًا، عاد خمسة مواطنين باكستانيين كانوا يزورون الهند بتأشيرات طبية إلى بلادهم عبر حدود واجاه بعد أن تقطعت بهم السبل في نويدا ونيودلهي بسبب الإغلاق على مستوى البلاد لمدة 21 يومًا الذي فرضته الحكومة الهندية.[139]
- مع اقتراب الحالات من 500 في السند، قال رئيس وزراء في المقاطعة أن البيانات أظهرت 25% من الحالات كانت بسبب انتقال محلي. وذكر أن «نسبة الإرسال المحلي مقلقة ويجب احتواؤها أكثر من ذلك».[140]
- بسبب عمليات الإغلاق المختلفة التي فرضتها الحكومات الإقليمية، توقف نظام نقل البضائع في أواخر مارس. وهكذا، قررت الحكومة الفيدرالية في 29 مارس أن الطرق السريعة والطرق في جميع أنحاء البلاد ستظل مفتوحة لضمان نقل البضائع وكذلك زيادة عدد قطارات الشحن لتجنب نقص الغذاء والإمدادات الأساسية الأخرى. أثناء رئاسة الاجتماع، طلب رئيس الوزراء من حكومات المقاطعات اتخاذ إجراءات صارمة ضد المحتكرين والمستفيدين الذين كانوا يحاولون استغلال الأزمة المستمرة.
- في 29 مارس، وافق مجلس وزراء السند على اقتراح بالإفراج عن حوالي 4000 مدان من السجن من أجل منع انتشار تفشي فيروس كورونا الجديد في سجون المقاطعة.[141]
- أعلنت حكومة البنجاب عن مكافأة شهرية للعاملين في مجال الرعاية الصحية في نهاية شهر مارس.
  - وأُعطي المهنيين الطبيين في جميع أنحاء المقاطعة براتب إضافي لمدة شهر تقديرًا لخدماتهم.
- وافقت حكومة الباكستان على حزمة اقتصادية تحفيزية بقيمة 32 مليار روبية لتوفير الإغاثة للجماهير ومجتمع الأعمال وسط أزمة فيروس كورونا.[142]
  - أعلن وزير الإعلام الإقليمي أجمال وزير في مؤتمر صحفي أن حزمة الإغاثة تشمل 11.4 مليار روبية تستفيد منها 1.9 مليون أسرة مستحقة، و3000 روبية في إطار برنامج إحساس و2000 روبية من حكومة كيمبرلي.
  - وأُعفي مجتمع الأعمال أيضًا من ضرائب بقيمة 5 مليارات روبية وأن حكومة المقاطعة عززت قدرتها على الاختبار بـ 500 مجموعة تشخيص جديدة.[143]

### 30 مارس
- في 30 مارس، قال الوزير الاتحادي للعلوم والتكنولوجيا، شودري فؤاد حسين، إن أجهزة التهوية وأدوات الاختبار المصنعة محليًا ستطرح في السوق في الأيام المقبلة. طُوّرت مجموعات اختبار فيروس كورونا من قبل الجامعة الوطنية الباكستانية للعلوم والتكنولوجيا (NUST) وسُلّمت إلى هيئة تنظيم الأدوية (DRAP) للموافقة النهائية. بينما طور المجلس الهندسي الباكستاني (PEC) أجهزة تهوية، بالتعاون مع جامعة NED للهندسة والتكنولوجيا ومجلس الهندسة الباكستاني، والتي سُلّمت إلى الهيئة في وقت لاحق من الأسبوع. وقال أيضًا إنه زاد من قدرة المجلس الباكستاني للبحوث العلمية والصناعية (PCSIR) على إنتاج معقمات الأيدي.[144]
- بحلول أواخر مارس، كانت العديد من المناطق في باكستان قد فكرت في إطلاق سراح السجناء قيد المحاكمة للحد من تفشي المرض في السجون. ومع ذلك، في 30 مارس، امتنعت المحاكم العليا والفدرالية وحكومات المقاطعات عن إصدار أي أمر يتعلق بالإفراج عن السجناء قيد المحاكمة.[145]
- في 30 مارس أيضًا، أعلن وزير الدولة للصحة، الدكتور ظفر ميرزا، أن لجنة التعليم العالي (HEC) تدعو إلى تقديم مقترحات من الباحثين والعلماء والفنيين والمصنعين وغيرهم من الخبراء الذين يمكن أن يساعدوا الحكومة في مكافحتها انتشار وباء كوفيد-19، مضيفًا أن اللجنة ستوفر تمويلًا سخيًا للباحثين المحتملين إذا تم قبول أفكارهم.
- في غضون ذلك، قال اللفتنانت جنرال أفضل أن السند قد زُوّدت بـ 20000 مجموعة اختبار، والبنجاب بـ 5000، وبلوشستان بـ 4800 وأنه وُضع ما يصل إلى 37000 مجموعة في الاحتياط.[146]
- أعلنت الوزيرة الاتحادية للتنسيق بين المقاطعات، الدكتورة فهميدا ميرزا، عن إنشاء صندوق لتغطية جميع النفقات الطبية للرياضيين المصابين بكوفيد-19 في ذلك اليوم.[147]
- في 30 مارس، أعلن رئيس الوزراء، سيد مراد علي شاه، تطبيقًا للهاتف المحمول، وهو مبادرة إغاثة السند، إذ يمكن لمنظمات الرعاية الاجتماعية التسجيل للعمل مع حكومة المقاطعة لتوزيع الحصص الغذائية على أبواب منازلهم.[148]
- وفي نفس اليوم أيضًا، خصص عمدة كراتشي وسيم أختار خمس مقابر في المدينة لدفن من ماتوا بسبب فيروس كورونا. وقال إن عددًا قليلًا فقط من أقارب المتوفى يمكنهم دخول المقبرة للدفن، مضيفًا أنه ستُنقَل الجثة إلى المقبرة بإجراءات وقائية ولن يُسمح برؤية أخيرة.
  - وكتب العمدة إلى الهيئة الوطنية لإدارة الكوارث، وحكومة المقاطعة، والمحافظ عمران إسماعيل يطلب فيها الأموال لتوفير المعدات الأساسية وأجهزة التنفس الصناعي لمستشفيات مؤسسة كراتشي الكبرى.[149]
- أصدرت حكومة السند تعميمًا يوجه المدارس الخاصة في جميع أنحاء المقاطعة إلى دفع رواتب كاملة لمعلميها في الوقت المحدد في نفس اليوم. وأُعلن عن توجيه آخر للمصانع والكيانات الخاصة الأخرى العاملة في المقاطعة لصرف رواتب موظفيها بحلول 31 مارس.
- أعلن رئيس وزراء خيبر باختونخوا، محمود خان، في 26 مارس أن الحكومة عينت ما لا يقل عن 1300 طبيب جديد على أساس تعاقدي في جميع أنحاء المقاطعة للمساعدة في وقف انتشار فيروس كورونا. ووافقت لجنة الخدمة العامة في كي بي على تعيين 635 طبيبًا إضافيًا للانضمام إلى القوة الصحية بالمقاطعة.[150]

### 31 مارس
- في 31 مارس، أُعلن عن 82 حالة شفاء كاملة، بالإضافة إلى الوفاة رقم 26 في البلاد.
- جاءت نتائج 174 حالة جديدة إيجابية، مما يعني أن العدد الإجمالي للحالات الإيجابية قد ارتفع إلى 2039.[151]
- استعرض مجلس الوزراء الاتحادي ووافق على حزمة الإغاثة الاقتصادية في 31 مارس. أنهت لجنة التنسيق الاقتصادي (ECC) الحزمة، بما في ذلك منحة تكميلية بقيمة 100 مليار روبية لصندوق الإغاثة في حالات الطوارئ لمكافحة الوباء. ووافق على حزمة خاصة لإغاثة 12 مليون أسرة فقيرة من خلال المساعدات النقدية في إطار برنامج إحساس، إذ ستُعطى المنح النقدية في إطار برنامج كفالات والمساعدات النقدية الطارئة للفقراء بناءً على توصية إدارة المنطقة.[152]
- في 31 مارس، أفرجت حكومة المقاطعة عن 500 مليون روبية لتطوير وإعادة تأهيل وإنشاء مراكز الحجر الصحي في مناطق كويتا وشامان وتفتان ومناطق أخرى من بلوشستان.[153]
- في 31 مارس، شارك موظفو منظمة الصحة العالمية في تعامل الحكومة الباكستانية مع تفشي المرض من خلال تقديم الدعم فيما يتعلق بإدارة البيانات على مستوى المنطقة.
- في 31 مارس، اتُّخذت تدابير لتحسين الوقاية من تفشي المرض.
  - علاوة على ذلك، أرسلت هيئة إدارة الكوارث بالمقاطعة 50000 قناع N95 إلى الإدارات المشاركة في مكافحة فيروس كورونا في المقاطعة.
  - وسُلّم ما مجموعه 8000 مجموعة وأغطية جراحية لأقسام الصحة، إلى جانب 750 لترًا من المطهرات و5000 مجموعة أدوات واقية.[153]

## مايو 2020

### 7 مايو
- أصاب مرض كوفيد 19 أكثر من 500 مواطن باكستاني من العاملين في مجال الرعاية الصحية.[154]
- في استجابة سريعة ومتهورة، أُغلق عدد كبير من أجنحة التوليد في مجموعة من المستشفيات المختلفة بسبب إصابة بعض العاملين في مجال الرعاية الصحية الذين كانوا يداومون هناك؛ ما أدى إلى تعريض الصحة الإنجابية للنساء الباكستانيات، والتي ليست في حالة جيدة، إلى خطر كبير.[154]

### 9 مايو
- انتهت حالة الإغلاق في باكستان.[155]

### 18 مايو
- في يوم 18 مايو، سُجلت 16 حالة وفاة جديدة في إقليم خيبر بختونخوا، ليصبح العدد الكلي للوفيات في الإقليم 334 حالةً.[156]

### 19 مايو
- أُبلغ عن 11 حالة وفاة أخرى في خيبر بختونخوا، ليصبح العدد الكلي للوفيات هناك 345 حالةً.[156]
- في يوم 19 مايو، أُبلغ عن تعافي مريض يبلغ من العمر 64 عامًا في حيدر آباد (السند) بعد خضوعه لعلاج البلازما.[157]

### 21 مايو
- في يوم 21 مايو، تخطى عدد الحالات الإيجابية 48 ألف حالة، بعد الإعلان عن 2193 حالةً جديدةً في البلاد. سُجلت 32 حالة وفاة جديدةً. وصل عدد الوفيات إلى 1017 حالةً، مع وصول عدد المتعافين إلى 14155 حالةً. قال وزير التخطيط أسد عمر أن باكستان قادرة على اختبار 25 ألف شخص في اليوم الواحد.[158]

### 22 مايو
- في يوم 22 مايو، تحطمت رحلة الخطوط الجوية الباكستانية رقم 8303 أثناء اقترابها من مطار جناح الدولي، لتقتل على متنها 97 شخصًا من إجمالي ركابها البالغ عددهم 99 راكبًا.[159][160] أدت هذه الحادثة إلى زيادة الضغط على الموارد الصحية، ما سبب انخفاضًا في عمليات الاختبار لمدة ثلاثة أيام.[161]

### 29 مايو
- في يوم 29 مايو، أُعلن إصابة 900 طفل، تحت عمر 10 سنوات، إصابةً إيجابيةً في السند. لم تظهر أعراض المرض على أغلب الحالات.[162]

## يونيو 2020

### 1 يونيو
- في يوم 1 يونيو 2020، أُبلغ عن إعلام رئيس وزراء إقليم البنجاب الباكستاني، عثمان بوزدار، بإيجاز أن عدد حالات كوفيد 19 يُقدر بنحو 670 ألف حالة في مدينة لاهور، وأغلبهم لا يعانون من أعراض، وأن كوفيد 19 قد وصل إلى جميع مناطق مدينة لاهور.[163]

### 2 يونيو
- في يوم 2 يونيو، أُبلغ عن انخفاض في صادرات المانجو بسبب جائحة كوفيد 19.[164]

### 3 يونيو
- في أوائل شهر يونيو، وبعد بدء عمليات الاختبار مرةً أخرى، بدأت أعداد الحالات في الارتفاع بشكل أسرع، وبعد تخطي مستويات الحالات الجديدة خلال 24 ساعة لرقم 3000 حالة في يوم 31 مايو، كان يوم الثالث من يونيو أول يوم يُسجل فيه أكثر من 4000 حالة إصابة إيجابية بكوفيد 19. ارتفعت أيضًا النسبة بين عدد الحالات الإيجابية والاختبارات، لتتراوح بين 20% إلى 25% خلال الأيام الأولى القليلة من شهر يونيو.

### 5 يونيو
- في يوم 5 يونيو، أعلنت الحكومة الباكستانية عن خططها لخصخصة عدد من الصناعات التي تديرها الدولة، بما يشمل مصانع الصلب الباكستانية التي تديرها الدولة. سببت مثل هذه الإجراءات تسريح العديد من الموظفين وبالتالي زادت حالة البطالة لتشمل أكثر من 9300 موظف.[165]

### 13 يونيو
- في يوم 13 يونيو، أكد لاعب الكريكت الباكستاني المخضرم والقائد السابق لمنتخب باكستان للكريكت، شاهد أفريدي، إصابته الإيجابية بكوفيد 19 عبر حسابه الرسمي بموقع تويتر بعد معاناته من آلام شديدة في الجسد منذ يوم 11 يونيو 2020.[166] كان شاهد مشاركًا في العديد من الخدمات الاجتماعية لمساعدة الناس عبر إقليم بلوشستان في المناطق النائية خلال فترة الإغلاق المُطبق على الدولة الباكستانية قبل أن يُصاب بالفيروس.[167]
- في يوم 13 يونيو، أبلغت وكالة صوت أمريكا (VOA) الإعلامية أن باكستان قدمت تمويلًا قدره 1.66 مليار روبية باكستانية، ما يُعادل أكثر من 10 ملايين دولار أمريكي، إلى وكالتها العليا للتجسس الأمني (ISI) لخبراتها في التتبع واقتفاء الأثر؛ بهدف المساعدة في مكافحة الجائحة في باكستان. ولكن عبَّر العديد من نشطاء حقوق الإنسان، بالإضافة إلى العاملين بالمجال الطبي، عن قلقهم لأن هذا الإجراء يمكن أن يؤدي إلى «عسكرة الطوارئ الطبية»، ويمكن أن يسبب أيضًا زيادةً في وصمة العار الموجهة إلى الأشخاص المصابين بالفيروس.[168]

### 16 يونيو
- طبقًا للتقرير الإخباري للصحفية بينازير شاه في صحيفة عرب نيوز، أُصيب 97 عضوًا على الأقل بالمجالس الوطنية والإقليمية حتى يوم 16 يونيو، بين مختلف التوجهات السياسية، إصابةً إيجابيةً بكوفيد 19 وتوفي منهم ستة أشخاص.[169]

### 17 يونيو
- في يوم 17 يونيو 2020، سجل كل من حي الشهيد سيكندر آباد وحي شيراني وحي بارخان، بإقليم بلوشستان، الحالة الأولى لكوفيد 19. ويعني هذا وجود حالة مؤكدة على الأقل لكوفيد 19 في كل حي من أحياء الأقاليم الباكستانية الأربعة.[170]

### 20 يونيو
- في يوم 20 يونيو، أعلن وزير الداخلية عن فتح معبر تورخام الحدودي ومعبر سبين بولدك الحدودي لمدة ستة أيام في الأسبوع في ظل تطبيق تدابير صحية صارمة.[171]

### 22 يونيو
- في يوم 22 يونيو، فتحت باكستان معابرها الحدودية مع أفغانستان، لتسمح بعبور الصادرات لأول مرة منذ ثلاثة أشهر.[172]

## يوليو 2020

### 15 يوليو
- في يوم 15 يوليو، سمحت باكستان بعبور الصادرات الأفغانية إلى الهند عبر معبر واهكه الحدودي بعد اتخاذ تدابير كوفيد 19.[173]

### 17 يوليو
- في يوم 17 يوليو، عبرت الصين عن موافقتها على استئناف العلاقات التجارية مع أفغانستان وباكستان بعد فتح خمسة معابر حدودية برية. كانت المعابر الخمسة هي: تورخام، وشمن، وغلام خان، وأنكوراده، ودندي باتان.[174]